# Iodictyum flosculum
Iodictyum flosculum är en mossdjursart som beskrevs av Hayward och Cook 1983. Iodictyum flosculum ingår i släktet Iodictyum och familjen Phidoloporidae. Inga underarter finns listade i Catalogue of Life.